# Wzór Rydberga
Wzór Rydberga (wzór Rydberga-Ritza) – wzór opisujący w fizyce atomowej wszystkie długości fal w widmie liniowym wodoru (serie widmowe wodoru), później rozszerzony też na niektóre serie innych pierwiastków w stanie gazowym.
Wzór został przedstawiony przez szwedzkiego fizyka Johannesa Rydberga 5 listopada 1888 r., a w 1908 roku został rozszerzony przez szwajcarskiego fizyka Walthera Ritza.

## Wzór dla atomu wodoru
{\displaystyle {\frac {1}{\lambda _{\mathrm {vac} }}}=R_{\mathrm {H} }\left({\frac {1}{n_{1}^{2}}}-{\frac {1}{n_{2}^{2}}}\right),}
gdzie:
{\displaystyle \lambda _{\mathrm {vac} }} – długość fali w próżni światła emitowanego przez atom,
{\displaystyle R_{\mathrm {H} }} – stała Rydberga dla wodoru,
{\displaystyle n_{1}} i {\displaystyle n_{2}} – liczby całkowite, {\displaystyle n_{1}<n_{2}.}
Przyjmując {\displaystyle n_{1}} równe 1 i zmieniając {\displaystyle n_{2}} począwszy od 2 do nieskończoności, wzór opisuje serię Lymana z granicą 91 nm:
| {\displaystyle n_{1}} | {\displaystyle n_{2}}        | Nazwa            | Granica serii |
| --------------------- | ---------------------------- | ---------------- | ------------- |
| 1                     | {\displaystyle 2\to \infty } | seria Lymana     | 91 nm         |
| 2                     | {\displaystyle 3\to \infty } | seria Balmera    | 365 nm        |
| 3                     | {\displaystyle 4\to \infty } | seria Paschena   | 821 nm        |
| 4                     | {\displaystyle 5\to \infty } | seria Bracketta  | 1459 nm       |
| 5                     | {\displaystyle 6\to \infty } | seria Pfunda     | 2280 nm       |
| 6                     | {\displaystyle 7\to \infty } | seria Humphreysa | 3283 nm       |

Seria Lymana leży w ultrafiolecie, Balmera w świetle widzialnym, a Paschena, Bracketta, Pfunda i Humphreysa w podczerwieni.

## Wzór dla dowolnego atomu wodoropodobnego
Powyższe równanie można rozszerzyć do następującej postaci, która może być stosowana dla dowolnego atomu wodoropodobnego:
{\displaystyle {\frac {1}{\lambda _{\mathrm {vac} }}}=R_{\mathrm {H} }Z^{2}\left({\frac {1}{n_{1}^{2}}}-{\frac {1}{n_{2}^{2}}}\right),}
gdzie:
{\displaystyle \lambda _{\mathrm {vac} }} – długość fali w próżni światła emitowanego przez atom w próżni,
{\displaystyle R_{\mathrm {H} }} – stała Rydberga dla wodoru,
{\displaystyle n_{1}} i {\displaystyle n_{2}} – liczby całkowite, {\displaystyle n_{1}<n_{2},}
{\displaystyle Z} – liczba atomowa, dla wodoru równa 1.